# Осетер руський
Осетер руський (Acipenser gueldenstaedtii) — прохідна придонна риба з родини осетрових. Раритетний вид риб, занесений до Червоної книги України та інших природоохоронних документів.

## Поширення
Ендемік Понто-Каспійського басейну. Розповсюджений у водах Каспійського, Чорного та Азовського морів. В Азовсько-Чорноморському басейні осетер утворює стада: чорноморсько-кавказьке (ріонське), чорноморсько-українське (дніпровське) та азовське. З Каспію входить для нересту до Волги, менше до Уралу, дуже мало до Терека, Сулака, Самуру. По іранському узбережжю входить до Сефідруду, зрідка в Горган, Баболь. З Азовського моря — в Дон, дуже рідко в Кубань. З Чорного моря — в Дніпро, Дунай.

## Будова

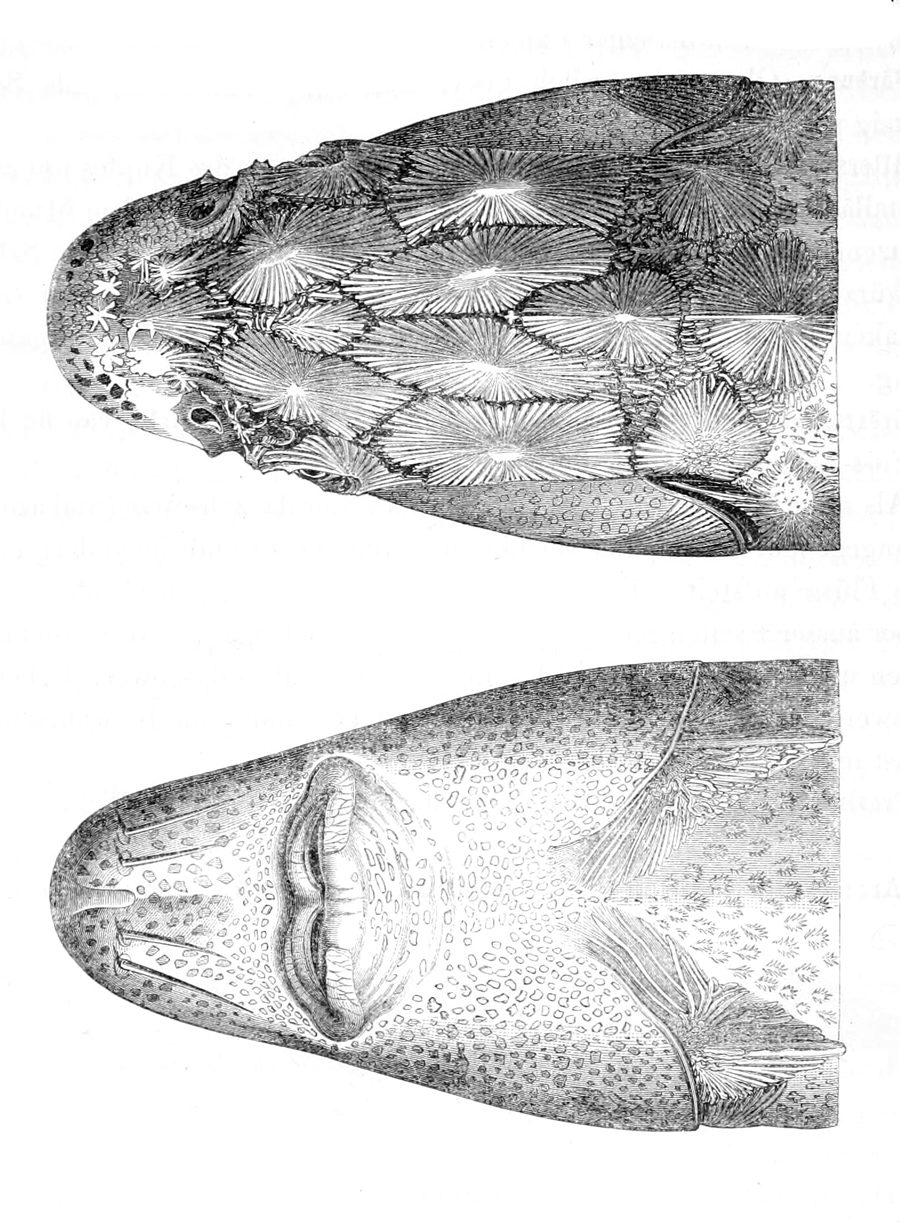
Голова руського осетра

Довжина тіла — до 2,3 м (в середньому 110—130 см), вага — до 100 кг (в середньому близько 12−16 кг). Самці дрібніше за самиць. Вага та розміри тіла значно варіюють в різних популяціях. Тіло веретеноподібне, видовжене. Рило коротке, тупе. Рот невеликий, вусики розташовані ближче до кінця рила, ніж до рота. Зяброві перетинки прирощені до міжзябрового проміжку. Спинних жучок 9 — 18, черевних 6 — 13, бічних — 25 — 37. У спинному плавці 29—44 променів, у анальному — 18—25. Забарвлення спини сірувато-чорне, боки сірувато-коричневі, черево — біло або жовтувате.

## Спосіб життя
Прохідна риба, яка може мати і жилу форму. Також утворює озимі та ярові раси. Живе у морі, для розмноження заходить у річки. Еврітермний вид, живе при температурах води 2,0-24,8 °C. Зустрічається на глибинах від 2 до 130 м, влітку зустрічається на мілководді, взимку мігрує на глибину. Живиться бентосними організмами, здебільшого молюсками, також крабами та дрібною рибою.

## Розмноження
Статевої зрілості самці осетра досягають в залежності від популяції у віці 8 — 10 років, самиці — у віці 10 — 14 років. Для розмноження риба заходить у річки та може підійматись вверх до 1000 км від гирла. Нерест відбувається у руслі річки на швидкій течії на піщаних або кам'янистих перекатах при температурі води від 9 — 10 до 20 — 21 °C. Плодючість самиць залежить від віку та становить в середньому 250—350 тисяч ікринок. Ікра розсіюється течією та осідає на дно, де прикріплюється до субстрату. Розвиток ікри залежить від температури води та триває приблизно 3 — 4 діб. Личинки, що з'являються живляться жовтком протягом 8 — 10 діб. Молодь живиться личинками безхребетних та дрібними ракоподібними (мізидами, амфіподами). Молоді особини можуть жити у річці більше року, після чого скочуються у море, де живуть до досягнення статевої зрілості.

## Охорона
Раритетний вид риб, занесений до Червоного списку МСОП (охоронна категорія: вид перебуває в критичному стані), Червоної книги України (охоронна категорія: вразливий вид), Боннської (Додаток ІІ. Види, стан яких є несприятливим) і Вашингтонської (Додаток ІІ. Види, що можуть опинитися під загрозою зникнення) конвенцій, а також до Червоної книги Чорного моря (охоронна категорія: вид, вразливий в українському секторі Чорного моря).

## Значення
В Україні — дуже малочисельний. У СРСР був об'єктом промислу заради цінної чорної ікри. Існують гібриди осетра з білугою, шипом, стерлядю.
22 травня 2025 року, у Міжнародний день біорізноманіття, на території Дунайського біосферного заповідника  відбулося зариблення Дунаю червонокнижними осетровими видами. Зокрема, у річку випустили 13 900 мальків осетра руського, з них 1 900 — за підтримки WWF-Україна.